# Gruny
Gruny é uma comuna francesa na região administrativa de Altos da França, no departamento de Somme. Estende-se por uma área de 7,01 km². Em 2010 a comuna tinha 320 habitantes (densidade: 45,6 hab./km²).